# Брусника
Брусни́ка (лат. Vaccínium vítis-idaéa) — вечнозелёный кустарничек, вид рода Вакциниум (Vaccinium) семейства Вересковые. Ягоды широко применяются в кулинарии, листья используются в медицине.

## Название
Видовое название vitis-idaea в переводе собственно означает — «виноградная лоза с горы Ида» (остров Крит). Название vitis-idaea для брусники впервые приводится у Додонеуса и Геснера. Античные писатели бруснику не упоминали. Народные названия — «боровка» и «боровиха».

## Ботаническое описание
Корневище ползучее горизонтальное с приподнимающимися ветвистыми побегами высотой 15—20 см.
Листья очерёдные, частые, кожистые, на коротких черешках, обратнояйцевидные или эллиптические, с цельными загнутыми краями, блестящие, длиной 0,5—3 см, шириной до 1,5 см, сверху тёмно-зелёные, снизу светло-зелёные, матовые, зимующие, имеют на нижней поверхности маленькие точечные ямочки. В этих ямочках находится булавовидное образование, у которого клетки стенок наполнены слизистым веществом, способным поглощать воду. Смачивающая верхнюю поверхность листа вода переходит на нижнюю сторону, наполняет ямки и поглощается.

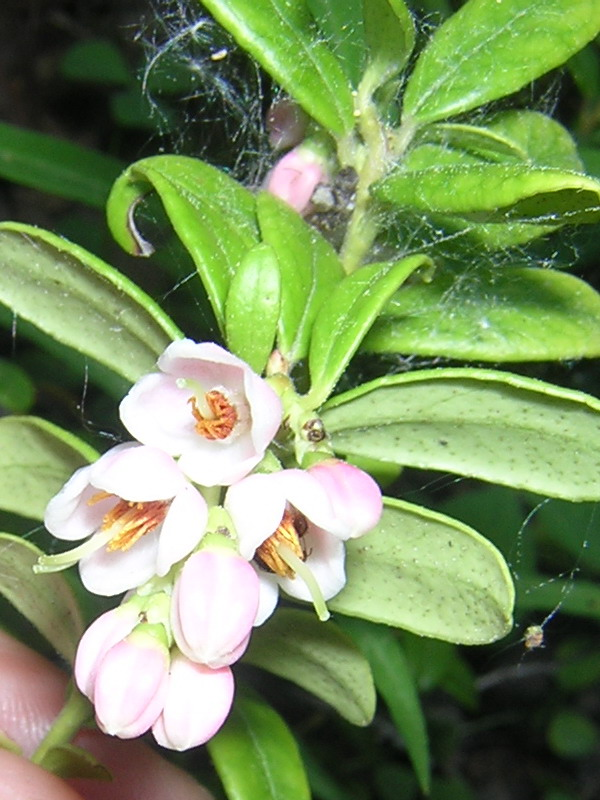
Цветущая брусника

Кустики брусники, побеги которой иногда должны прокладывать себе дорогу в гнилом пне между корой и древесиной, могут достигать в длину 1 м, между тем как растущие рядом на земле имеют обычно высоту от 8 до 15 см.

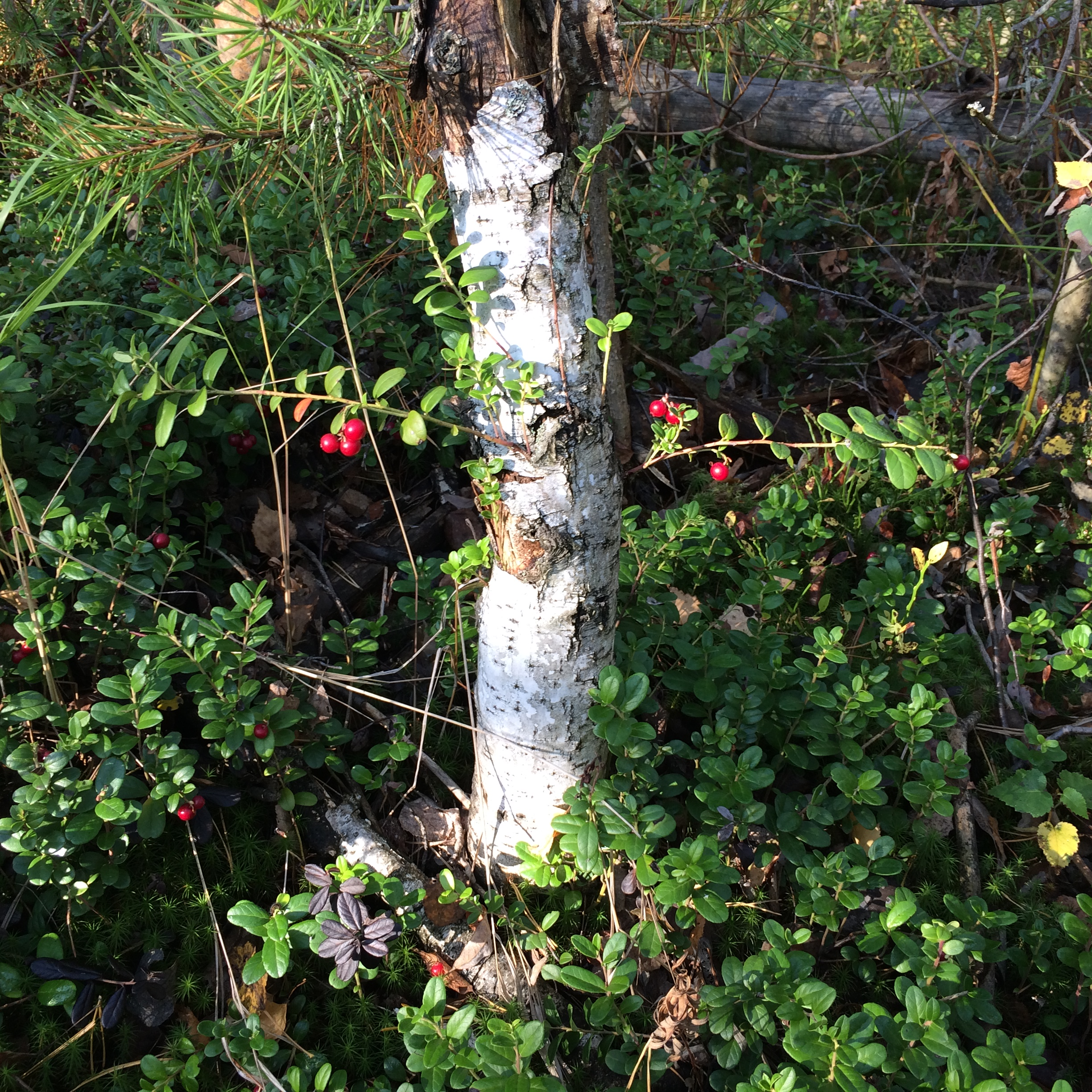
Побеги брусники с плодами, проросшие между корой и стволом сухой берёзы

Цветки на коротких цветоножках обоеполые правильные, собранные по 10—20 в верхушечные густые поникающие кисти. Венчик 4—6,5 мм длины, белый или бледно-розовый, спайнолепестный, колокольчатый, с четырьмя несколько отклонёнными лопастями. Чашечка четырёхраздельная с короткими треугольными красноватыми долями. Тычинок восемь, с расширенными волосистыми нитями. Пестик один, со столбиком, немного превышающим венчик. Завязь нижняя. Венчики брусники во время цветения поникают, это защищает пыльцу от сырости. В пыльниках пыльца находится в виде плотной массы, но понемногу разрыхляется и высыпается порциями через дырочки, расположенные на концах пыльников. Цветёт в конце весны — начале лета около 15 дней.
Формула цветка: {\displaystyle \mathrm {\ast \;Ca_{(4)}\;Co_{(4)}\;A_{4+4}\;G_{({\overline {4}})}} }.
Пыльцевые зёрна расположены в тетраэдрических тетрадах, имеют почти шаровидную форму. Длина полярной оси отдельного зерна 23—30 мкм, экваториальный диаметр 30—39 мкм. В очертании округло-треугольные, 42—45 мкм в диаметре. Борозды соприкасаются между собой, длина полуборозды 13—17 мкм, ширина 4,5—6,5 мкм; края борозд ровные, концы слегка оттянуты, притуплены и направлены в сторону дистальной поверхности; мембрана борозд гладкая. Экзина покровная, толщиной 0,7—1 мкм. Текстура пятнистая. Пыльца тёмно-серого цвета.
Плоды — красные многосемянные шаровидные блестящие ягоды до 8 мм в диаметре, несущие на верхушке засохшую чашечку, кисло-сладкого вкуса. Семена красновато-бурые, слегка полулунной формы. Плоды созревают в августе — сентябре, после первых заморозков становятся мягкими и водянистыми (и не транспортабельными), могут перезимовать под снегом до весны, но весной ягоды падают от малейшего прикосновения.

## Распространение и экология

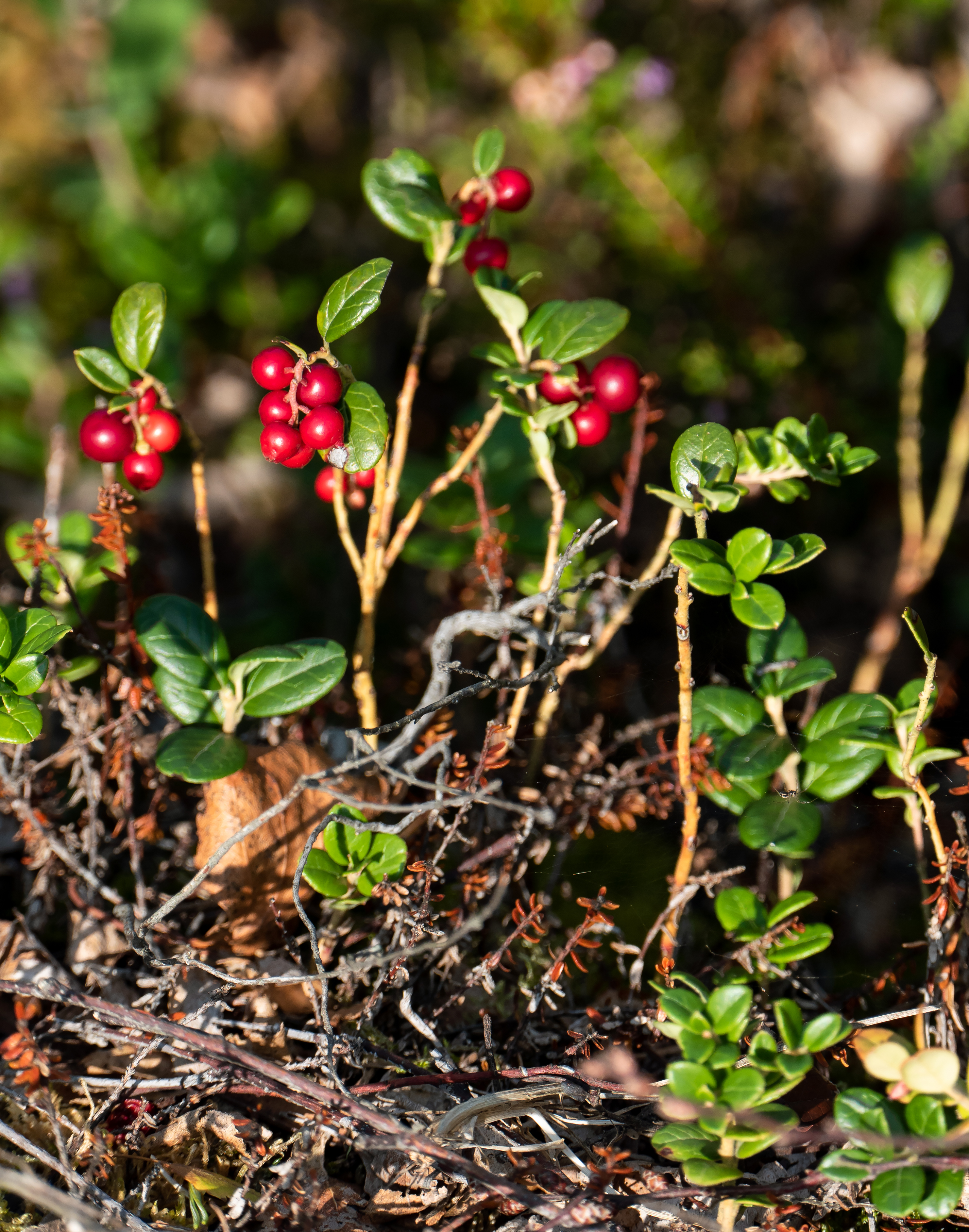
Ягоды, растущие у моря в Швеции

Растёт по всей лесной и тундровой зонам по сухим и сырым хвойным, смешанным и лиственным лесам, зарослям кустарников, иногда на торфяных болотах, на гольцах, альпийских лугах, в горных и равнинных тундрах.
Корни брусники густо оплетены мицелием гриба. Нити гриба принимают почвенные растворы с минеральными веществами и передают их корням брусники.
Брусника внешне похожа на толокнянку.
Геномика брусники изучена слабо,  проведено лишь несколько исследований  генетических, хлоропластных и митохондриальных  геномов. Филогенетический анализ подтвердил близкое родство брусники с черникой, и более тесную связь с голубикой, чем с клюквой. 
Предполагается, что в течение последних 1-3 млн лет происходило непрерывное сокращение эффективного размера популяции брусники, возможно, из-за повторяющихся ледниковых циклов плейстоцена.

## Вредители и болезни
Побеги брусники поражаются грибком Exobasidium vaccinii. При этом поражении стебель и листья скручиваются и получают бледно-розовую окраску. Издали такие побеги кажутся странными цветами и резко выделяются на фоне здоровых зелёных кустов брусники. Часто вследствие поражения грибком Melampsora Goeppertiana стебли удлиняются, скручиваются и дают впечатление метлы, а листья укорачиваются, нижние из них превращаются в чешуйки.

## Значение и применение

### Культивирование
Сведения о первых попытках культивирования брусники относятся к 1745 году. В Центральном историческом архиве Санкт-Петербурга есть изустный указ Елизаветы Петровны, в котором повелевалось в Царском саду «партери убирать брусницею и бушбомами», а также указ 1765 года Канцелярии от строений, в котором предписывается мастеру Фоку изыскать способы высадить в Петергофе «в Монплизе и у Шахматной горы» бруснику вместо бушбома, который «от бываемых великих морозов вызябает».
Но настоящие работы по окультуриванию брусники начались в 1960-е годы в США, ФРГ, Швеции, Голландии, Финляндии, Польше. В ФРГ в 1994 году было создано 40 га брусничных плантаций, разработан полный комплекс машин для возделывания и уборки урожая. В 1980-е годы культурные плантации брусники были заложены в Белоруссии, Литве, России. По сравнению с дикими зарослями, урожайность ягод на культурных плантациях выше в 20—30 раз. С одной сотки можно получать 50—60 кг ягод ежегодно.

### В кулинарии

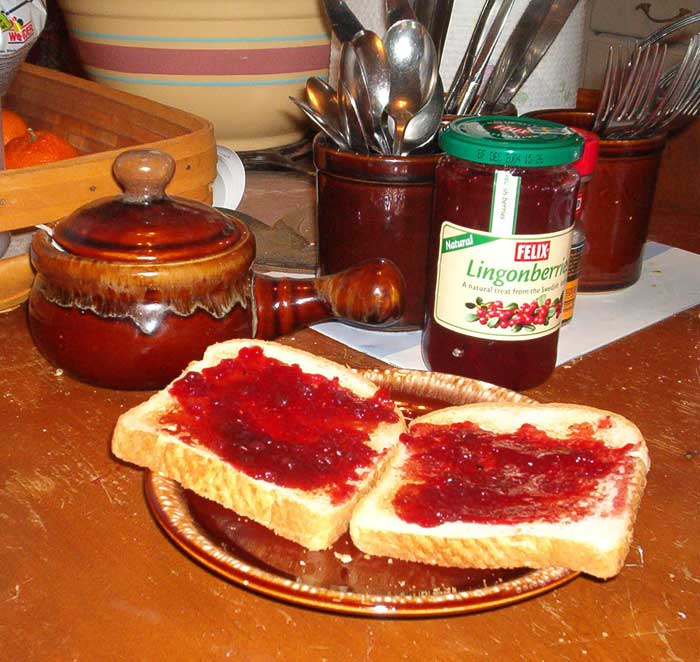
Хлеб с брусничным вареньем

Ягоды брусники находят широкое применение для засахаривания, приготовления начинки для конфет, варенья, маринада, экстракта и тому подобного. В «Евгении Онегине» упоминается брусничная вода — прохладительный напиток из воды и ягод брусники, который можно было подолгу хранить в холодных погребах. Загущенный крахмалом брусничный соус традиционно подают к жареной индейке.

### В медицине
В научной медицине в качестве лекарственного сырья используются листья (лат. Folium Vitis idaeae) — их отвар и настой применяются как дезинфицирующее и диуретическое средство — и побеги брусники (Cormus Vitis idaeae). Заготавливают сырьё весной до цветения, пока бутоны ещё зелёные, и осенью при полном созревании плодов. Листья ощипывают с куста или срезают побеги и сушат на чердаке, под навесами, инфракрасным излучением или в сушилках при температуре +35 — +40 °С. Хранят в сухом, хорошо проветриваемом помещении. Срок годности сырья 3 года.
Основные действующие вещества сырья — фенологликозиды; содержит также дубильные вещества, преимущественно конденсированной группы, флавоноловый гликозид гиперозид. В листьях содержатся галловая, эллаговая, хинная, винная и урсоловая кислоты. Ягоды содержат сахара (до 10 %), органические кислоты (до 2 %), в числе которых лимонная, яблочная, бензойная, щавелевая, уксусная, глиоксиловая, пировиноградная, оксипировиноградная, Α-кетоглутаровая, глюкозид вакцинин (до 0,1 %), идеинхлорид, ликопин, зеаксантин и другие. В семенах находится жирное масло (до 30 %), состоящее из глицеридов, главным образом линолевой и линоленовой кислот.
В листьях брусники содержится до 9 % арбутина. Мочегонное действие отвара из листьев объясняется тем, что в желудке гликозид арбутин содержащийся в растении отщепляет свободный гидрохинон который раздражает почечную ткань и усиливает мочеотделение. Одновременно гидрохинон убивает бактериальную флору мочевыводящих путей, что важно при цистите.
Свежие плоды брусники применяют при авитаминозах, как слабительное, диуретическое, бактерицидное, антисептическое, антигельминтное и желчегонное средство. Отвар листьев — при заболеваниях почек, диабете, ревматизме, подагре (он способствует размягчению и выведению камней и солей). Ягоды в народной медицине при туберкулёзе лёгких, катаре желудка с недостаточной кислотностью, почечнокаменной болезни, ревматизме, как витаминное и противогнилостное средство. Отвар ягод хорошо утоляет жажду при горячке. Сок или морс пьют при повышенном артериальном давлении (хорошо снимает похмельный синдром), при неврозах и анемии у беременных.
В ветеринарии отвар листьев используют как мочегонное, желчегонное, антисептическое, вяжущее средство при заболеваниях почек, а также при недостаточном кровообращении.

### Другое применение
При теплой и влажной погоде цветки брусники выделяют нектар. Среднесуточная сахаропродуктивность 1 цветка составляет 0,1 мг, 1 га сплошных зарослей 20 кг. В Польше из 63—77 кг нектара выделенного сухим сосновым лесом на долю брусники приходится 10,8 кг, влажным сосновым лесом 2,3 кг. Нектар содержит до 50% сахара.
Хорошо поедается глухарями (Tetrao urogallus) и тетеревами (Lyrurus tetrix)). После первых заморозков ягоды становятся мягкими и водянистыми, могут храниться под снегом до весны. Птицы разносят на большие пространства непереваренные семена, способствуя распространению брусники.
Осенью и зимой ягоды поедаются северным оленем (Rangifer tarandus). По наблюдениям в Кабардино-Балкарии поедается западнокавказским туром (Capra caucasica).
В Печоро-Илычском заповеднике вместе с черникой (Vaccinium myrtillus L.) поедается европейским лосём (Alces alces Linnaeus). В Якутии относится к второстепенным кормам.

## Брусника в истории и культуре
- «Во бору брусника» — советский фильм 1989 года.
- «Брусника» — песня Александра Городницкого.

## Брусника в геральдике и филателии
Брусника (по состоянию на 2020 год) изображена на гербе Нюксенского района Вологодской области.

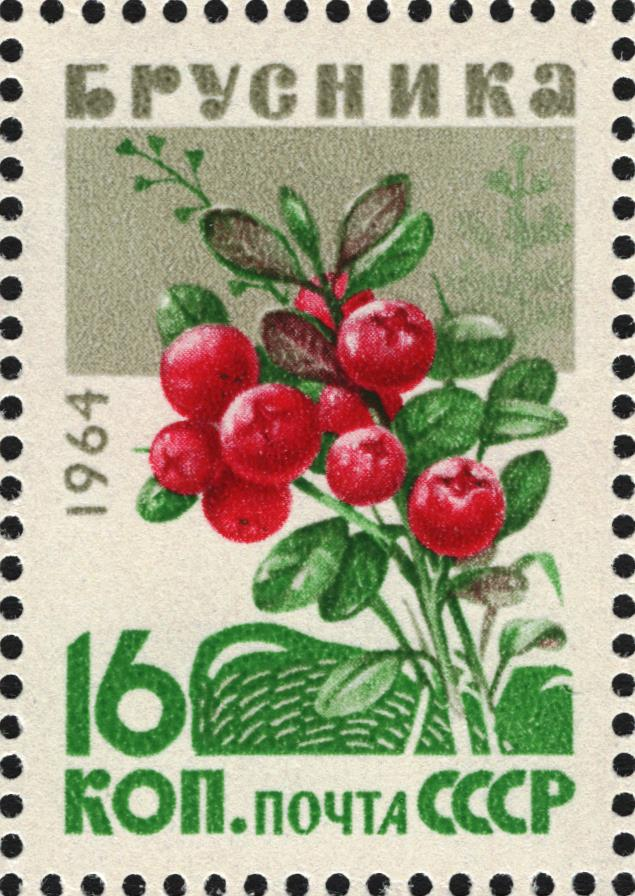
В 1964 году в СССР была выпущена почтовая марка с изображением брусники (ЦФА № 3136)
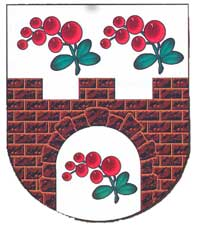
Брусника на гербе посёлка Шарковщина в Белоруссии
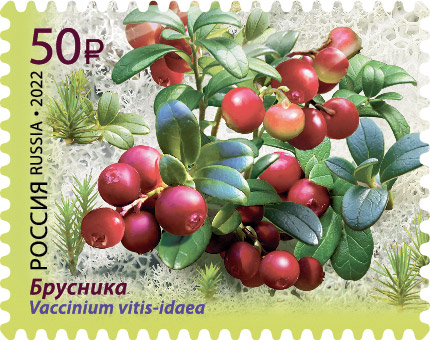
Почтовая марка 2022 год. Серия «Флора России. Ягоды». Брусника

## Галерея

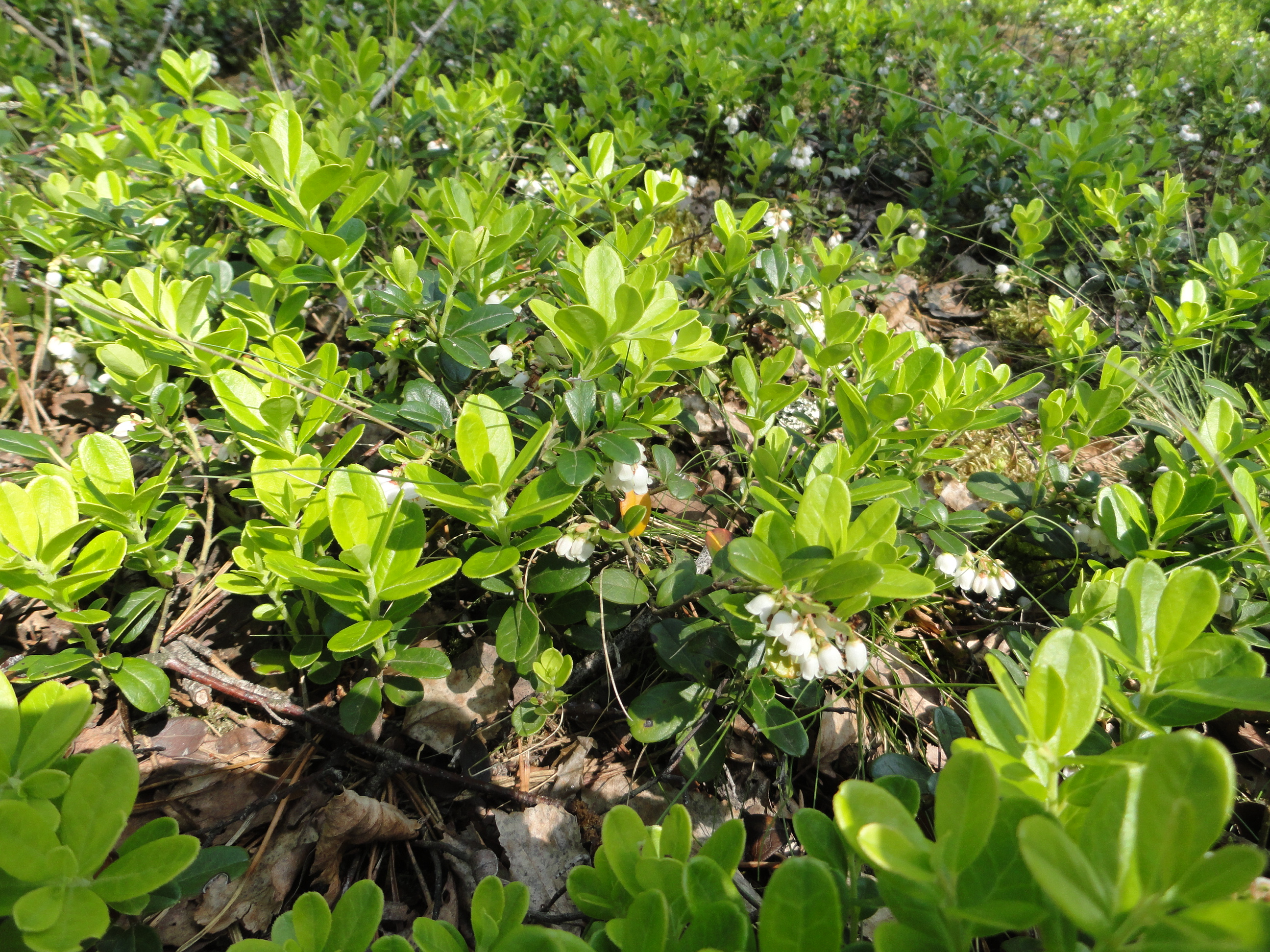
Цветущий брусничник
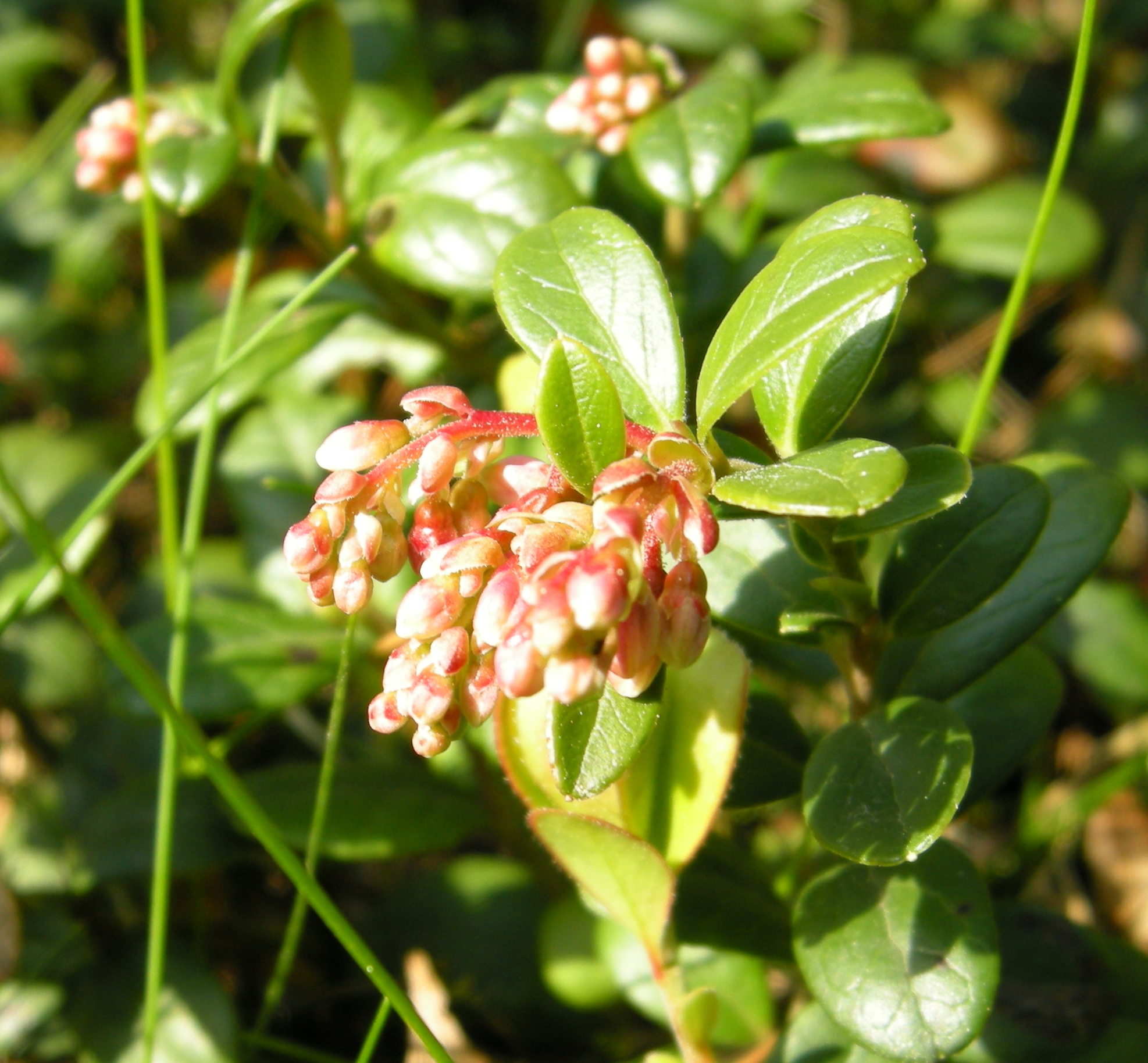
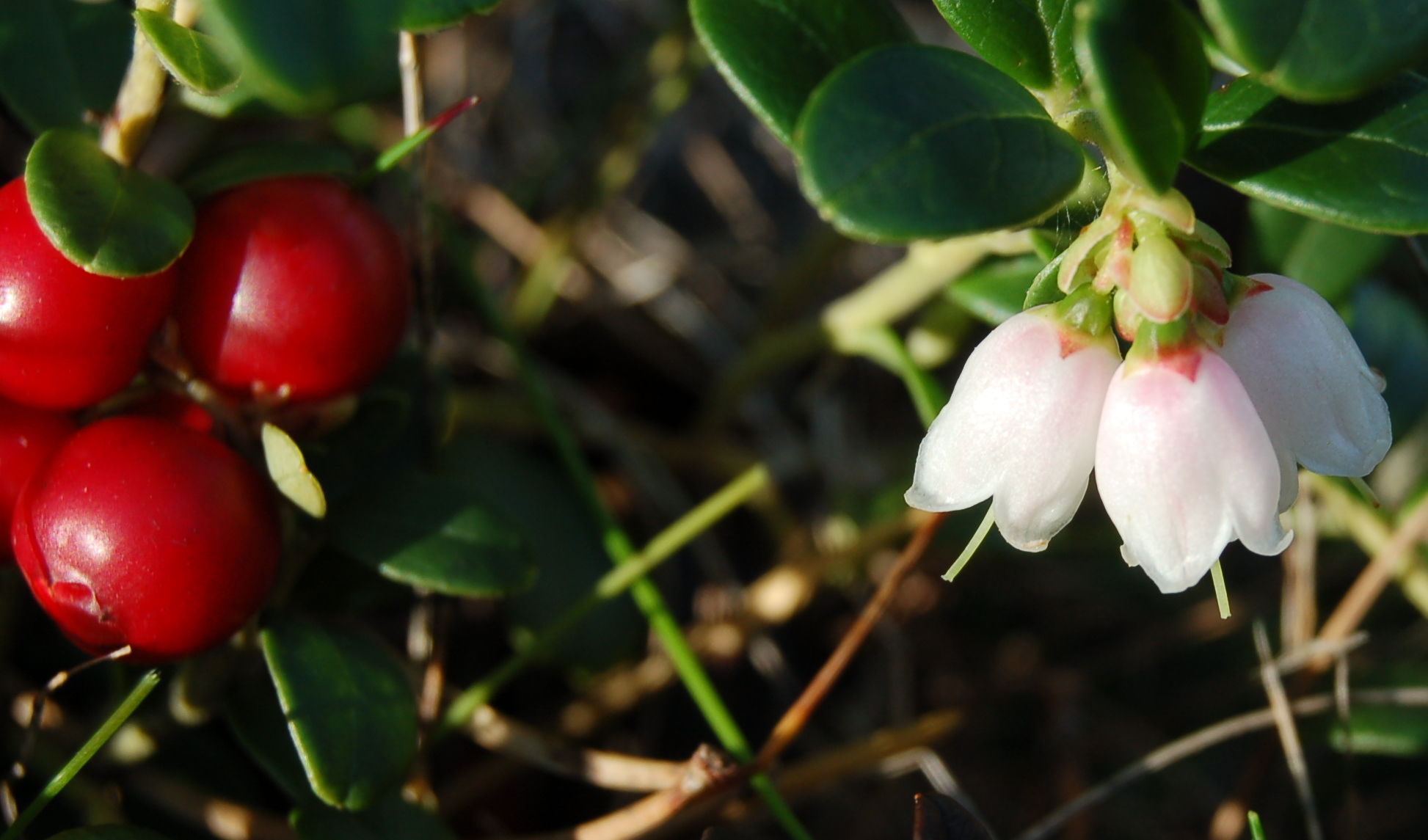
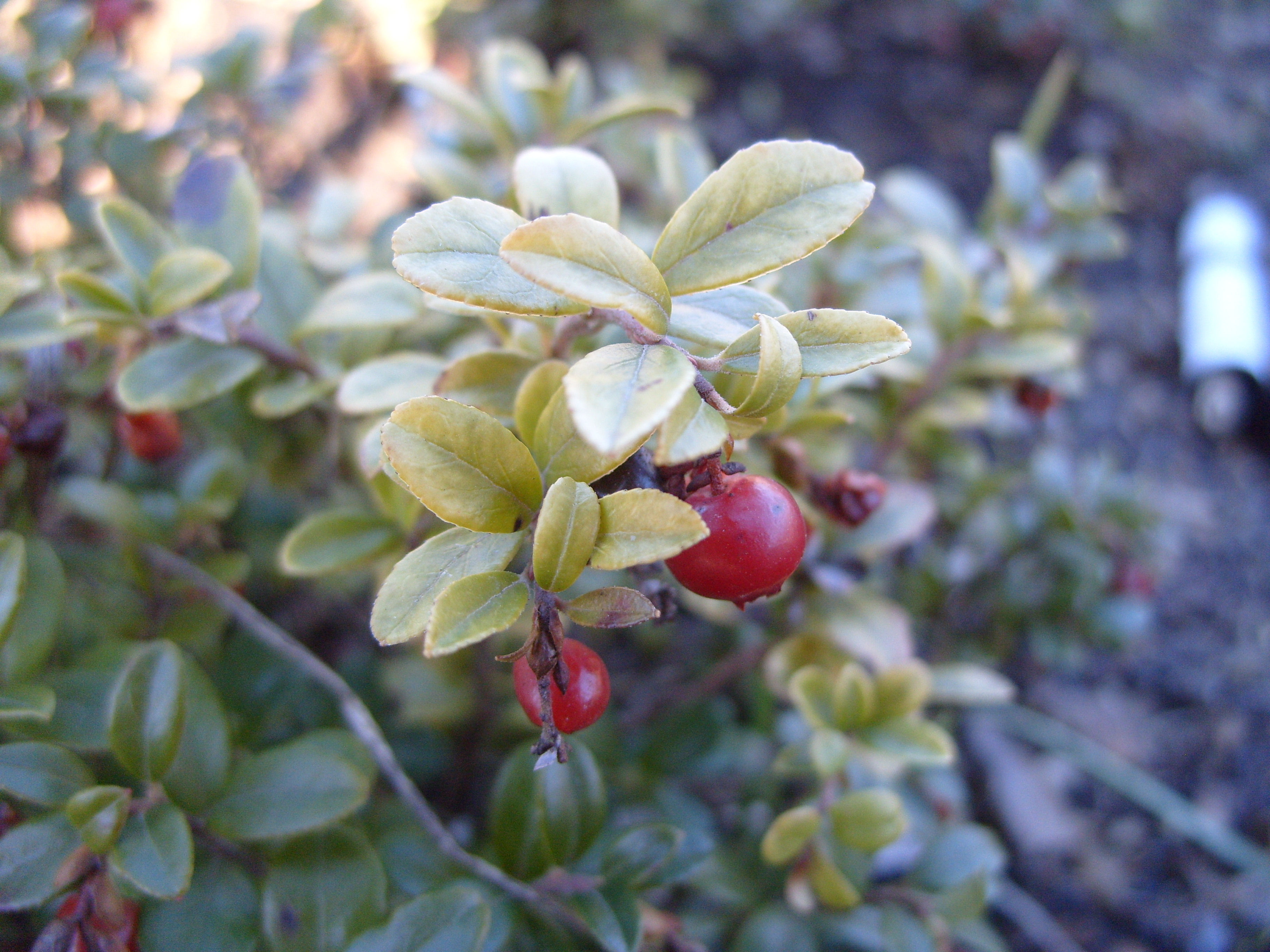
Ягоды Брусники
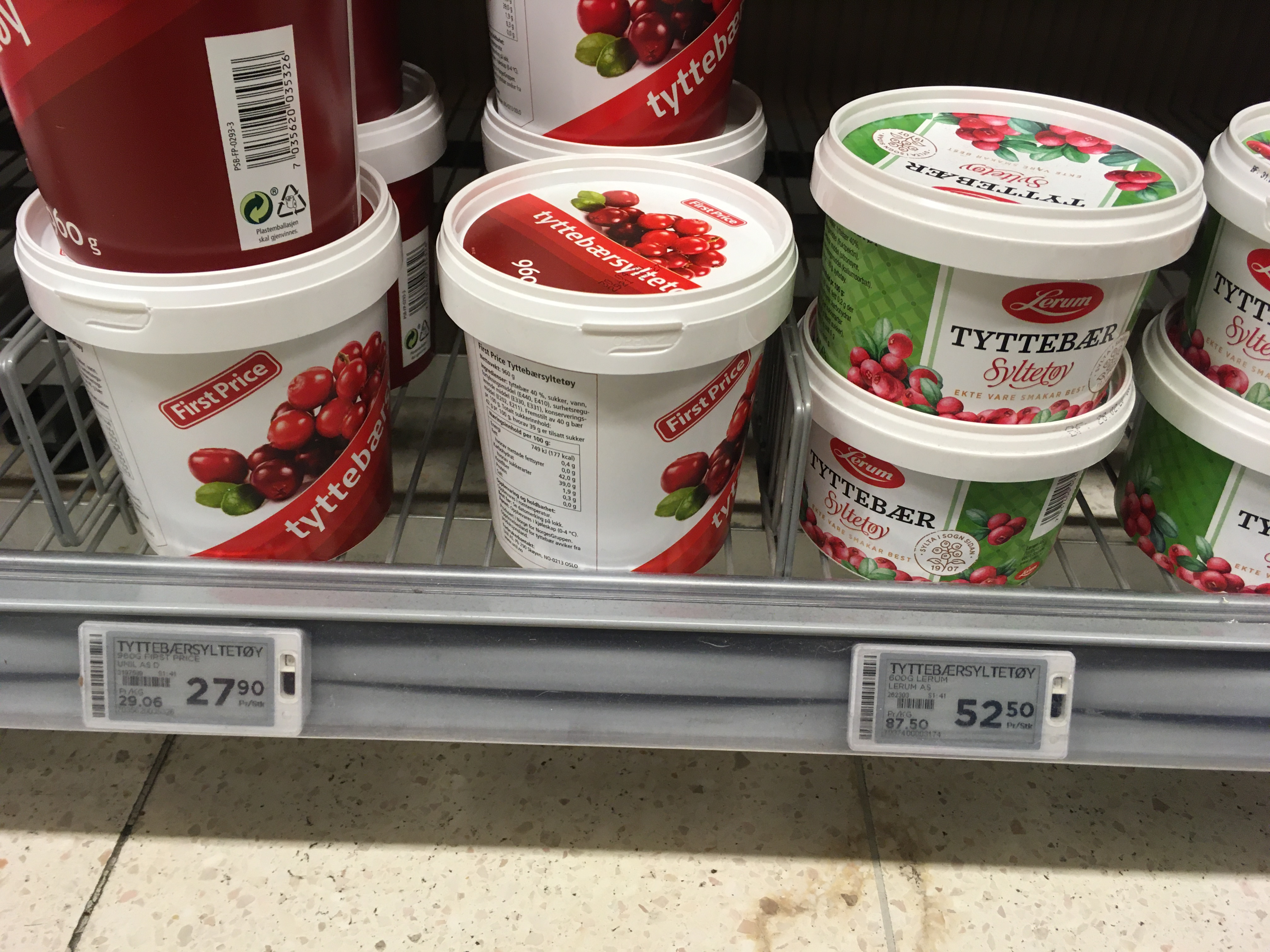
Брусничный джем в магазине Тронхейма (Норвегия)
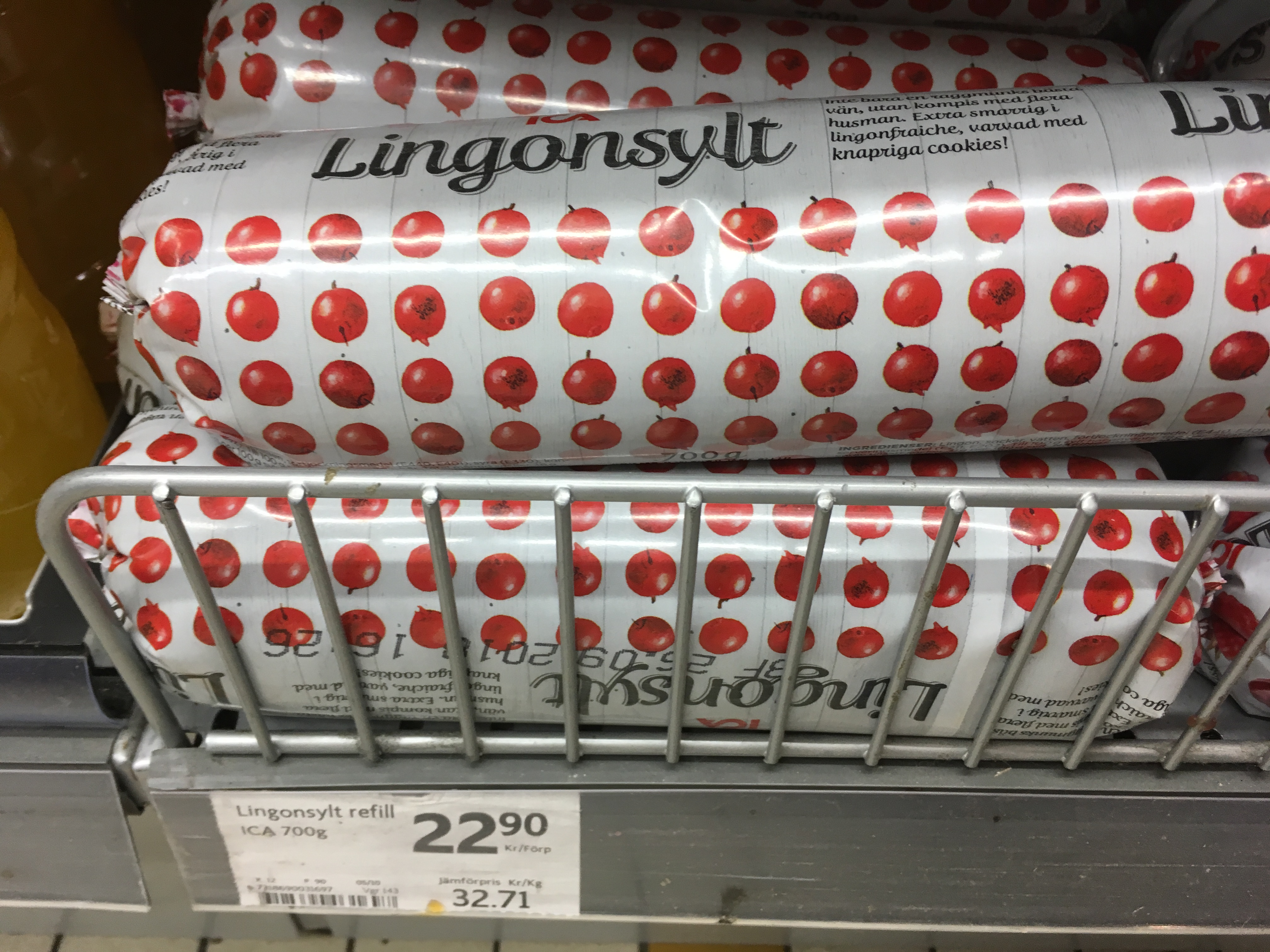
Брусничное варенье в магазине Стокгольма, Швеция, 2017